# 九三学社江苏省委员会
九三学社江苏省委员会，简称九三学社江苏省委、九三江苏省委、江苏九三学社，是九三学社在江苏省的地方组织。